# Ventura Pérez Mariño
Ventura José Emilio Pérez Mariño (Vigo, 29 de diciembre de 1948-Vigo, 14 de febrero de 2024) fue un jurista y político español. Ocupó, entre otros cargos, el de diputado en el Congreso, magistrado de la Audiencia Nacional y alcalde de Vigo (2003).

## Carrera

### Diputado
En 1993 pidió la excedencia voluntaria en la carrera judicial para presentarse como candidato independiente en las elecciones al Congreso de los Diputados, puesto que alcanzó desde el número uno de la lista del PSOE por la provincia de Lugo. El 13 de febrero de 1995 renunció a su acta de diputado a instancias del partido. Cuatro días antes, Ventura Pérez rompía la disciplina del grupo parlamentario votando en contra del gobierno en cuatro ocasiones y solicitaba públicamente la dimisión del presidente del Gobierno, Felipe González; la formación de un gobierno de gestión y la convocatoria de elecciones anticipadas.

### Ayuntamiento de Vigo
En 2003 encabezó como independiente la lista del PSOE en las elecciones municipales del 25 de mayo en el Ayuntamiento de Vigo. Pese a no haber sido la lista más votada, la coalición del PSOE (8 concejales) y el BNG (7 concejales) representaba la mayoría de la corporación local y Pérez Mariño fue nombrado alcalde. El 29 de noviembre del mismo año resultó derrocado tras una moción de confianza exigida por el BNG, con los votos favorables a su gestión del PSOE y grupo mixto (2 concejales), y contrarios del PP (10 concejales) y BNG. Finalmente, el BNG había roto el pacto de gobernabilidad y retirado su apoyo al alcalde tras meses de dificultades y desencuentros en el gobierno local. Corina Porro, entonces portavoz del Grupo Municipal Popular, agotaría el mandato edilicio constituyendo un gobierno en minoría. El 5 de julio de 2005 Ventura Pérez renunció a su acta de concejal alegando motivos "estrictamente personales".